# 衡州
衡州，中国古代的州。
隋朝开皇九年（589年），隋灭陈后，置衡州，治所在衡阳县（今湖南省衡阳市）。以衡山得名。辖境约当今湖南省衡山县和常宁市、耒阳市间的湘江流域。隋炀帝大业年间，更名衡山郡。唐朝武德年间，复为衡州。天宝、至德年间，曾改为衡阳郡。户三万三千六百八十八，口十九万九千二百二十八。下辖六县：衡阳县、衡山县、常宁县、攸县、茶陵县、耒阳县。
宋朝属荆湖南路。唐宋以来出产麸金、铁、锡。元朝至元十四年（1277年）升为衡州路。明清为衡州府。

## 唐朝行政区划
| 县名   | 现在地名         | 简介 | 备注 |
| ------ | ---------------- | --- | ---- |
| 衡阳县 | 衡阳市           | 紧。本临烝县，武德四年置，七年省重安县、新城县入焉。开元二十年更名。有西母山。                                                               |      |
| 衡山县 | 株洲市渌口区     | 上。本隶潭州，神龙三年来属。有南岳衡山祠。                                                                                                   |      |
| 常宁县 | 常宁市宜阳街道   | 中下。本新宁县，天宝元年更名。 |      |
| 攸县   | 攸县网岭镇董家洲 | 中。武德四年置南云州，又析置茶陵县、安乐县、阴山县、新兴县、建宁县五县。贞观元年州废，省茶陵县、安乐县、阴山县、新兴县、建宁县，以攸县来属。 |      |
| 茶陵县 | 茶陵县           | 中。聖曆元年析攸县故县复置。 |      |
| 耒阳县 | 耒阳市           | 上。本耒阴县，武德四年更名。 |      |

| 唐朝衡州辖县 | 唐朝衡州辖县                                                                     |
| ------------ | -------------------------------------------------------------------------------- |
| 618年        | 临烝县、湘潭县、耒阴县、新宁县、黄杨县                                           |
| 621年        | 临烝县、耒阴县（改名耒阳县）、新宁县、黄杨县（改名重安县）、湘潭县（新设新城县） |
| 624年        | 临烝县、湘潭县、耒阳县、新宁县（废除新城县、重安县）                             |
| 627年        | 临烝县、湘潭县、耒阳县、新宁县（攸县来属）                                       |
| 698年        | 临烝县、湘潭县、耒阳县、新宁县、攸县（增茶陵县）                                 |
| 706年        | 临烝县、湘潭县、耒阳县、新宁县、攸县、茶陵县                                     |
| 707年        | 临烝县、湘潭县、耒阳县、新宁县、攸县、茶陵县（衡山县来属）                       |
| 721年        | 临烝县、湘潭县、耒阳县、新宁县、攸县、茶陵县、衡山县                             |
| 732年        | 临烝县（改名衡阳县）、湘潭县、耒阳县、新宁县、攸县、茶陵县、衡山县               |
| 742年        | 衡阳县、湘潭县、耒阳县、新宁县（改名常宁县）、攸县、茶陵县、衡山县               |
| 749年        | 衡阳县、湘潭县（改名衡山县）、耒阳县、常宁县、攸县、茶陵县、衡山县（改名湘潭县） |
| 806年        | 衡阳县、衡山县、耒阳县、常宁县、攸县、茶陵县（湘潭县改属潭州）                   |

## 刺史
| 唐朝衡州刺史 - 宇文某（631年） - 任公荫（唐太宗、唐高宗时） - 李孝儒（永徽初年） - 田某（龙朔年间） - 周某（唐高宗时） - 公孙亮（唐高宗时） - 李敬玄（680年） - 高士训（唐高宗、武后时） - 束良（长安末年—707年） - 张重晖（唐中宗时） - 王琚（716年） - 陈希固（开元年间） - 张涗（732年） - 柳如芝（唐玄宗时） - 衡阳郡太守 | - 卢倕（唐肃宗时） - 岑赞（唐肃宗时） - 孟皞（764年—766年） - 韦之晋（767年—769年） - 阳济（769年—770年） - 李皋（大历年间） - 崔殷（大历年间） - 韦班（大历年间） - 元宽（大历年间） - 元湛（大历年间） - 韩秀弼（大历末年） - 李皋（779年—780年） - 令狐峘（781年—787年） - 贾荪（贞元初年） - 齐映（789年—791年） | - 陈昙（797年） - 王绎（798年前） - 宇文炫（799年前后） - 吴宪忠（贞元年间） - 元澄（802年之后） - 邹儒立（贞元末年） - 李仁钧（元和初年—810年） - 吕温（810年—811年） - 卢某（812年—813年） - 令狐权（813年） - 李象古（818年） - 郭炯（元和年间） - 令狐楚（820年—821年） - 周愿（821年） - 王众仲（822年） - 许稷（长庆年间） - 裴浰（大和初年—835年） - 李凯（唐文宗、唐武宗时） | - 萧邺（849年） - 李侗（850年） - 韩晔（大中年间） - 王杲（864年） - 张觌（868年） - 李延泽（乾符年间） - 韦诸（880年） - 徐颢（881年） - 周岳（881年—886年） - 杨师远（898年） - 邓进忠（903年—907年） - 李仁璹 - 李迥秀 - 吴降 |